# ناو هواپیمابر سبک

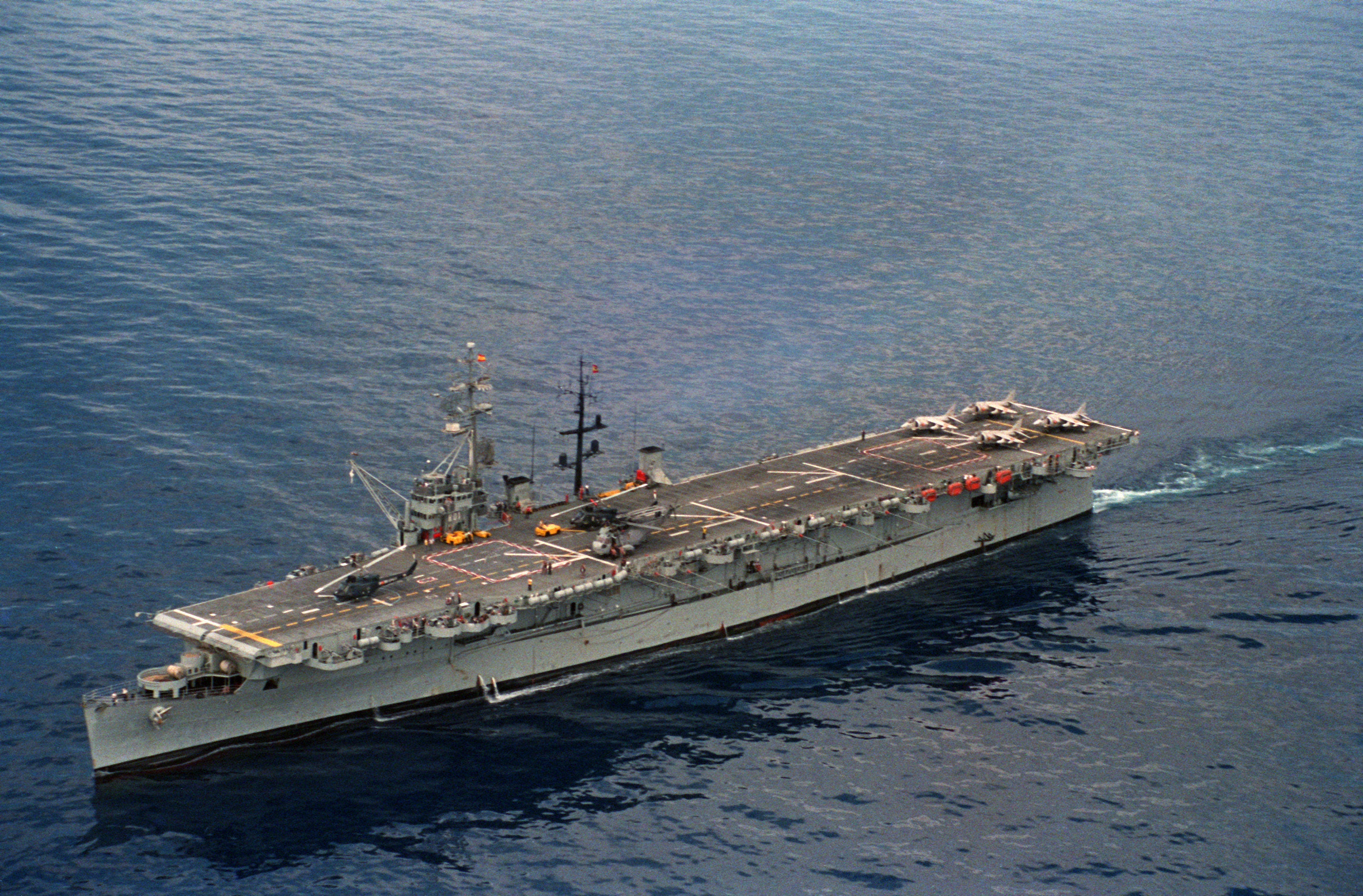
یک ناو هواپیمابر از کلاس ایندیپندنت، متعلق به نیروی دریایی اسپانیا

ناو هواپیمابر سبک، نوعی ناو هواپیمابر است که کوچک‌تر از ناوهای هواپیمابر استاندارد است. تعریف دقیق ناو هواپیمابر سبک در کشورهای مختلف، متفاوت است. این ناوها، تعداد کمتری هواپیما را حمل می‌کنند. ناوهای هواپیمابر سبک، از نظر مفهومی شبیه به ناوهای هواپیمابر پشتیبان هستند و معمولاً سرعت بیشتری از ناوهای هواپیمابر دارند.

## فهرست ناوهای هواپیمابر سبک
آرژانتین
- ARA Independencia (کلاس کلوسوس)
- Veinticinco de Mayo (کلاس کلوسوس)

استرالیا
- HMAS Sydney (کلاس مجستیک)
- اچ‌ام‌اس ونجنس (آر۷۱) (کلاس کلوسوس)
- HMAS Melbourne (کلاس مجستیک)

کانادا
- اچ‌ام‌سی‌اس Warrior (کلاس کلوسوس)
- اچ‌ام‌سی‌اس Magnificent (کلاس مجستیک)
- اچ‌ام‌سی‌اس Bonaventure (کلاس مجستیک)

برزیل
- میناز ژرایس (کلاس کلوسوس)

فرانسه
- کلاس لافایت (سابقا کلاس ایندیپندنت):
  - Bois Belleau
  - La Fayette

هندوستان
- INS Vikrant (کلاس مجستیک)
- INS Viraat (کلاس سنتائور)

هلند
- HNLMS Karel Doorman (کلاس کلوسوس)

اسپانیا
- Dédalo (کلاس ایندیپندنت)

تایلند
- HTMS Chakri Naruebet

ترکیه
- تی‌سی‌جی آنادلو

بریتانیا
- HMS Hermes
- HMS Unicorn
- ناو هواپیمابر دیزاین ۱۹۴۲
  - کلاس کلوسوس
    - HMS Colossus
    - HMS Glory
    - HMS Ocean
    - HMS Venerable
    - HMS Vengeance
    - HMS Pioneer (حمل‌کننده تعمیر و نگهداری)
    - HMS Warrior
    - HMS Theseus
    - HMS Triumph
    - HMS Perseus (حمل‌کننده تعمیر و نگهداری)

  - کلاس مجستیک (هیچ خدمتی در نیروی دریایی پادشاهی بریتانیا نداشته‌است)
    - مجستیک (با عنوان HMAS Melbourne وارد خدمت شد)
    - تریبل (با عنوان HMAS سیدنی وارد خدمت شد)
    - مگنیفیسنت (با عنوان HMCS Magnificent وارد خدمت شد)
    - هرکول (با عنوان INS Vikrant وارد خدمت شد)
    - پاورفول (با عنوان HMCS Bonaventure وارد خدمت شد)
- کلاس سنتائور
  - HMS Centaur
  - HMS Albion
  - HMS Bulwark
  - HMS Hermes
- کلاس اینوینسیبل
  - HMS Invincible
  - HMS Illustrious
  - HMS Ark Royal

ایالات متحده
- کلاس ایندیپندنت
  - یواس‌اس Bataan
  - یواس‌اس Belleau Wood
  - یواس‌اس Cabot
  - یواس‌اس Cowpens
  - یواس‌اس Independence
  - یواس‌اس Langley
  - یواس‌اس Monterey
  - یواس‌اس Princeton
  - یواس‌اس San Jacinto
- کلاس سایپن
  - یواس‌اس Saipan
  - یواس‌اس Wright

ژاپن
- Hōshō
- Ryūjō
- کلاس زویهو[۱][۲]
  - Zuihō
  - Shōhō
- Ryūhō
- کلاس Chitose
  - Chitose
  - Chiyoda